# Chantonnay
Chantonnay is een gemeente in het Franse departement Vendée (regio Pays de la Loire) en telt 7794 inwoners (2005). De plaats maakt deel uit van het arrondissement La Roche-sur-Yon.

## Geografie
De oppervlakte van Chantonnay bedraagt 82,9 km², de bevolkingsdichtheid is 94,0 inwoners per km².
De onderstaande kaart toont de ligging van Chantonnay met de belangrijkste infrastructuur en aangrenzende gemeenten.

## Demografie
Onderstaande figuur toont het verloop van het inwonertal (bron: INSEE-tellingen).